# Fabian Wegmann

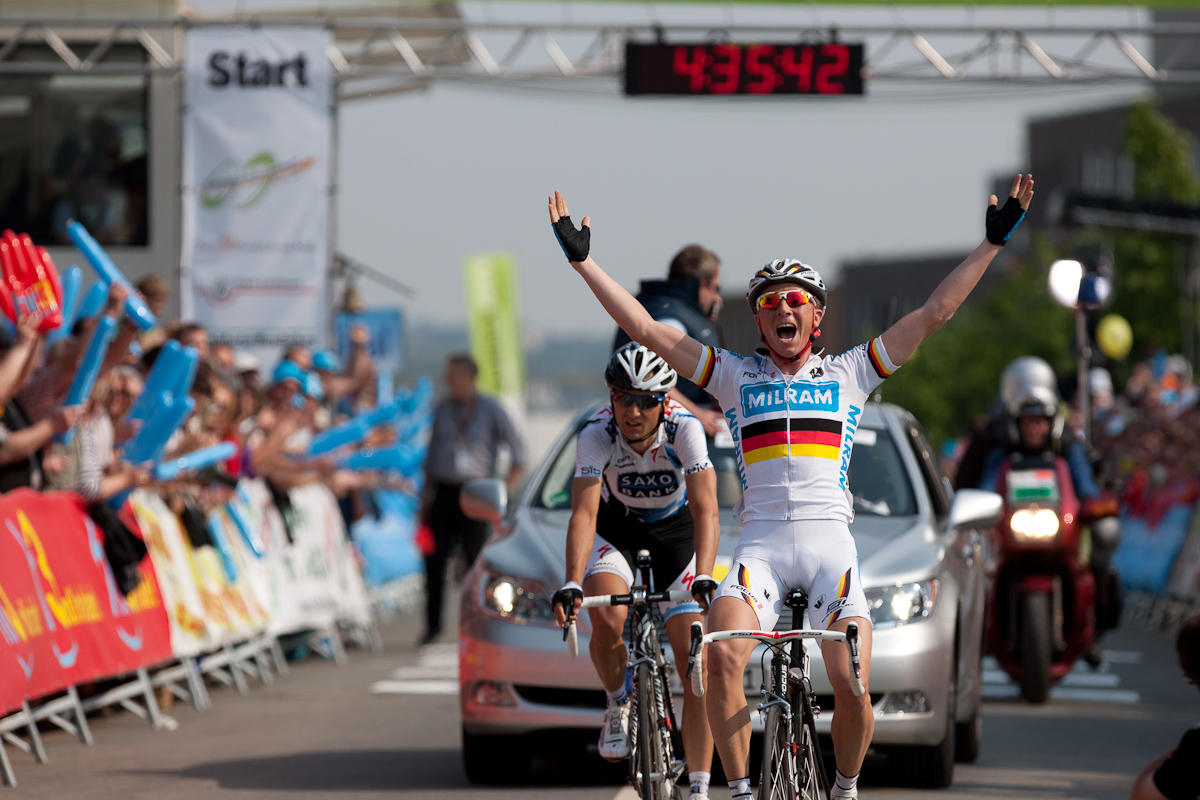
Fabian Wegmann lors de sa victoire au Grand Prix de Francfort 2009

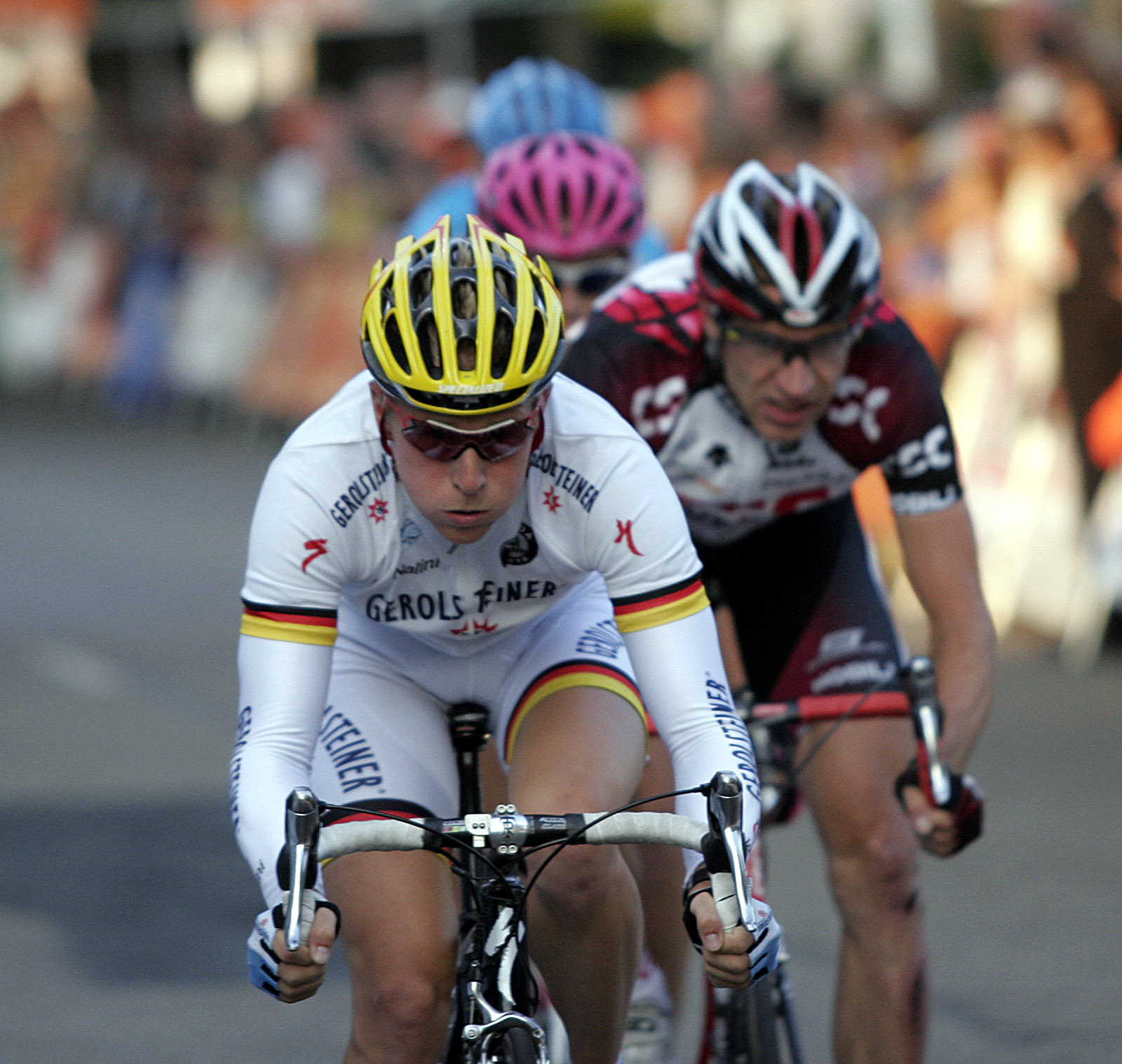
Fabian Wegmann champion d'Allemagne (2007) et (2008)

Fabian Wegmann, né le 20 juin 1980 à Münster, est un coureur cycliste allemand. Professionnel de 2002 à 2016, il a notamment été champion d'Allemagne sur route en 2007, 2008 et 2012, et a remporté le Grand Prix de Francfort en 2009 et 2010 et le classement de la montagne du Tour d'Italie 2004. Christian, son frère aîné a également été coureur professionnel.

## Biographie

### Jeunesse et années amateurs
En 2000, Fabian Wegmann participe aux championnats du monde, à Plouay en France. Il y est 45e de la course en ligne des moins de 23 ans. Il est à nouveau présent aux championnats du monde de 2001 à Lisbonne au Portugal. Il y prend la douzième place de la course en ligne des moins de 23 ans. Il termine l'année à la 14e place du classement UCI des moins de 23 ans.

### 2002-2008: Débuts professionnels chez Gerolsteiner
Il devient coureur professionnel l'année suivante dans l'équipe Gerolsteiner. Pour sa première saison dans les rangs professionnels, il ne réalise pas de grands résultats.
En 2003, il prend part à sa première grande classique du calendrier avec une participation à Milan-San Remo au service de ses leaders, le Suisse Markus Zberg et l'Italien Davide Rebellin. Il termine la course en 100e position à un peu plus de cinq minutes du vainqueur, Paolo Bettini. Il réalise ensuite des places d'honneur au sprint sur des étapes tel que troisième sur la 1re étape du Critérium international et sur la 3e étape du Tour du Pays basque. Il participe ensuite au triple ardennais avec l'Amstel Gold Race (39e), la Flèche wallonne (38e) et Liège-Bastogne-Liège qu'il termine à la 49e place finale à près de sept minutes de l'Américain Tyler Hamilton. Il remporte le Tour de Saxe.
Au printemps 2004, il participe aux trois classiques ardennaises, Amstel Gold Race, Flèche wallonne et Liège-Bastogne-Liège, que remporte son coéquipier Davide Rebellin, premier coureur à réaliser un tel triplé. Wegmann dispute ensuite son premier grand tour, le Tour d'Italie, dont il gagne le classement de la montagne. En juillet, il prend part au Tour de France.
En 2007 et 2008, il est champion d'Allemagne sur route

### 2009-2010: Chez Milram
L'équipe Gerolsteiner disparaît à la fin de l'année 2008. Fabian Wegmann rejoint alors l'équipe Milram. Il remporte le Grand Prix de Francfort en 2009 et 2010.

### 2011: Aux côtés des frères Schleck chez Leopard
L'équipe Milram est dissoute à l'issue de la saison 2010. Fabian Wegmann est recruté par la nouvelle équipe Leopard-Trek, créée autour des frères Andy et Fränk Schleck. Il prend part au Tour d'Italie, dont les coureurs de Leopard se retirent après la quatrième étape, à la suite de la mort sur chute de leur coéquipier Wouter Weylandt, durant la troisième étape.

### 2012-2014: Chez Garmin
Fin 2011, à la suite de la fusion de Leopard-Trek avec l'équipe RadioShack, il rejoint la formation américaine Garmin-Barracuda. En avril, il se classe huitième de l'Amstel Gold Race. En juin, il remporte son troisième le championnat d'Allemagne sur route, rejoignant au palmarès Erich Bautz, Hans Junkermann, Winfried Boelke et Udo Bölts comme coureur le plus titré. Pendant l'été, il se classe quinzième du Grand Prix de Plouay, huitième du Grand Prix de Québec et onzième du Grand Prix de Montréal. En septembre, il fait partie de l'équipe d'Allemagne lors de la course en ligne des championnats du monde, avec pour leader John Degenkolb. Celui-ci prend la quatrième place, tandis que Wegmann finit 27e.
Wegmann abandonne le Tour d'Italie 2014 durant la onzième étape après une chute. Emmené dans un hôpital, le diagnostic indique une déchirure des muscles ischio-jambiers de la jambe gauche nécessitant une intervention chirurgicale.

### 2015-2016: Fin de carrière
Il passe ses deux dernières saisons sans résultats probants avec des équipes de deuxième division. Il met un terme à sa carrière à l'issue de la saison 2016.

## Palmarès

### Palmarès année par année
| - 1999 - 2e du Circuit de Wallonie - 2001 - Erzgebirgsrundfahrt - 3e de la Transalsace - 2002 - 3e du Tour du Schynberg - 2003 - Gran Premio Città di Rio Saliceto e Correggio - Tour de Saxe : - Classement général - 2e étape - 2e du Tour de Rhénanie-Palatinat - 3e du championnat d'Allemagne sur route - 3e du Grand Prix de Fourmies - 2004 - Classement de la montagne du Tour d'Italie - Trois vallées varésines - 3e du championnat d'Allemagne sur route - 2005 - Grand Prix de la Forêt-Noire - Grand Prix de San Francisco - 5e étape du Tour de Pologne - 2e du Tour de Rhénanie-Palatinat - 3e du Tour de Bochum - 6e du Tour de Lombardie - 10e de la Flèche wallonne - 2006 - Grand Prix Miguel Indurain - 1re étape du Critérium du Dauphiné libéré - 3e du Tour de Lombardie - 10e du Grand Prix de Plouay - 2007 - Championnat d'Allemagne sur route - GP Buchholz - Tour de Nuremberg - 2e du Grand Prix Bruno Beghelli - 2e de la Japan Cup - 4e du Tour de Pologne - 9e du Championnat du monde sur route - 10e de la Flèche wallonne | - 2008 - Championnat d'Allemagne sur route - Grand Prix Miguel Indurain - 7e du Championnat du monde sur route - 10e de la Vattenfall Cyclassics - 2009 - Classement final de la Coupe d'Allemagne - Grand Prix de Francfort - 2e du Monte Paschi Eroica - 3e de la Flèche brabançonne - 3e du Grand Prix Miguel Indurain - 2010 - Grand Prix de Francfort - 3e du Grand Prix Jef Scherens - 7e du Grand Prix cycliste de Québec - 2011 - 3e du Grand Prix Miguel Indurain - 3e du Grand Prix de la Somme - 4e du Grand Prix cycliste de Québec - 10e du Grand Prix cycliste de Montréal - 2012 - Championnat d'Allemagne sur route - 8e de l'Amstel Gold Race - 8e du Grand Prix cycliste de Québec - 2013 - 4e du Grand Prix cycliste de Québec |  |

### Résultats sur les grands tours

#### Tour de France
7 participations
- 2004 : abandon (13e étape)
- 2005 : 79e
- 2006 : 68e
- 2007 : 60e
- 2008 : hors délais (19e étape)
- 2009 : 137e
- 2010 : 119e

#### Tour d'Italie
4 participations
- 2004 : 36e,  vainqueur du classement de la montagne
- 2010 : abandon (8e étape)
- 2011 : non-partant (5e étape) (à la suite du décès de Wouter Weylandt lors de la 3e étape)
- 2014 : abandon (11e étape)

### Classements mondiaux
| Année                  | 2005 | 2006 | 2007 | 2008 | 2009 | 2010 | 2011 | 2012 | 2013 | 2014 | 2015 |
| ---------------------- | ---- | ---- | ---- | ---- | ---- | ---- | ---- | ---- | ---- | ---- | ---- |
| Classement ProTour     | 93e  | 59e  | 75e  | 139e |      |      |      |      |      |      |      |
| Calendrier mondial UCI |      |      |      |      | nc   | 123e |      |      |      |      |      |
| UCI World Tour         |      |      |      |      |      |      | 91e  | 116e | 93e  | nc   |      |
| UCI Europe Tour        |      |      |      |      |      |      |      |      |      |      | 335e |